# Clodoveo III
Clodoveo III fue rey de Austrasia entre los años 675 y 676. Se cree que pudo ser hijo ilegítimo de Clotario III de Neustria, aunque esta filiación no es clara.
Childerico II de Austrasia había desposeído a su hermano Teoderico III de Neustria en el 673, gobernando como rey de los francos hasta el 675. Con su muerte, su hermano Teoderico III recuperó Neustria, pero los magnates de Austrasia se negaban a someterse a sus vecinos por lo que eligieron un nuevo rey.
No obstante el reino entró en luchas entre los magnates: Algunos dirigidos por el antiguo mayordomo de palacio Ebroín, que había regresado del monasterio, eligieron a Clodoveo III como rey. Por su parte Wulfoaldo, mayordomo de palacio con Childerico II, apoyó la causa de Dagoberto II, hijo legítimo de Sigeberto III. La situación se aclaró cuando el joven rey Clodoveo III murió tras un año de reinado.
| Predecesor: Childerico II | Rey de Austrasia 675 - 676 | Sucesor: Dagoberto II |

- Datos: Q595053
- Multimedia: Clovis III / Q595053